# Artur Leonard Waldo
Artur Leonard Waldo (ur. 6 listopada 1896 w Radomiu, zm. 29 września 1985 w Phoenix, (Arizona, USA)) – działacz polonijny, historyk, publicysta. 

## Życiorys
W USA od 1913 roku. Jako ochotnik brał udział w I i II wojnie światowej oraz w wojnie polsko-radzieckiej. Zajmował się historią polskiej emigracji w Ameryce. 

## Wybrane publikacje
- Czar miasta Kościuszko : opowieść na tle prawdziwych wydarzeń,  Chicago: "Dziennik Zjednoczenia" 1936.
- Do Polski! : szlakiem wycieczki Zjednoczenia P.R.K. w roku 1935 pod przewodnictwem prezesa Józef L. Kani, Chicago: "Dziennik Zjednoczenia" 1936.
- Stefania Eminowicz : szkic biograficzny, Chicago 1937.
- Czyn zbrojny Polonii Stanów Zjednoczonych w nowelkach, gawędach i opowiadaniach wojskowych : z okazji roku książki polskiej w Ameryce Polskiej Rady Międzyorganizacyjnej, zebrał i zredagował Artur L. Waldo, Chicago: "Dziennik Zjednoczenia" 1938.
- Zamerykanizowani : sztuka w 4 aktach, Chicago: "Dziennik Zjednoczenia" 1938.
- Zarys historii literatury polskiej w Ameryce : szkic bibliograficzny, Chicago: "Dziennik Zjednoczenia" 1938.
- (redakcja) Księga diamentowa Zjednoczenia Polskiego Rzymsko-Katolickiego w Ameryce 1873-1948, red. i kompilator pamiętnika Artur L. Waldo, Chicago: Zjednoczenie Polskie Rzymsko-Katolickie w Ameryce 1948.
- Sokolstwo przednia straż narodu : dzieje idei i organizacji w Ameryce, t. 1-5, Pittsburgh: Sokolstwo Polskie w Ameryce, 1953-1984.
- First Poles in America : 1608-1958 : in commemoration of the 350. anniversary of their landing at Jamestown, Virginia, October 1, 1608,  Pittsburgh: Polish Falcons of America 1957.
- The incredible Poles,  Pittsburgh: Polish Falcons of America 1957.
- Copernicus, Galileus, Keplerus? : after some 500 years Copernicus joins Galileo and Kepler as Kopernik,  Brooklyn, N.Y.: Polish National Alliance 1971.
- Journalists - early Polonia's trail blazers,  Phoenix: U.S. Population Ethnohistorical Research Center 1971.
- Messiah of science: Kopernik, Phoenix: Kopernik Quinqueecentennial Committee of Arizona 1974.
- The Falcon ideology of Felix L. Pietrowicz, creator of the Polish Falcons of America in 1887,  Pittsburgh: Polish Falcons of America 1975.
- Pierwsza Sokolica Teofila Samolinska, Pittsburgh: Sokolstwo Polskie w Ameryce 1975.
- True heroes of Jamestown, Miami: American Institute of Polish Culture 1977.
- Teofila Samolińska, matka Związku Narodowego Polskiego w Ameryce, Chicago 1980.